# Dark Matter (anthologie)
Dark Matter est une série d'anthologies d'histoires et d'essais de science-fiction, de fantasy et d'horreur produites par des personnes d'ascendance africaine publiée à partir de 2000. L'éditrice de la série est Sheree R. Thomas. Le premier livre de la série, Dark Matter: A Century of Speculative Fiction from the African Diaspora (2000), a remporté le prix World Fantasy de la meilleure anthologie 2001. Le deuxième livre de la série Dark Matter, Dark Matter: Reading the Bones (2004), a remporté le prix World Fantasy de la meilleure anthologie 2005. Un troisième livre à paraître dans la série était provisoirement nommé Dark Matter: Africa Rising. Il a finalement été publiée fin 2022 sous le titre Africa Risen (en) par Tor Books.
Dans l'introduction du premier livre, l'éditrice explique que le titre fait allusion à la « matière noire » cosmologique, une partie invisible mais essentielle de l'univers, pour souligner à quel point les contributions des Noirs ont été ignorées : « Ils sont devenus de la matière noire, invisible pour à l'œil nu ; et pourtant leur influence — leur attraction gravitationnelle sur le monde qui les entoure — deviendrait indéniable ».
Cette anthologie est la première anthologie consacrée à des textes de fiction spéculative écrits par des personnes noires.

## Contenu deDark Matter: A Century of Speculative Fiction from the African Diaspora

### Nouvelles
- …et pour toujours Gomorrhe (Aye, and Gomorrah…) de Samuel R. Delany.
- Le Soir et le Matin et la Nuit (The Evening and the Morning and the Night) d'Octavia E. Butler.
- Gimmile's Song de Charles R. Saunders.
- The Woman in the Wall de Steven Barnes.
- Like Daughter de Tananarive Due.
- Like Daughter de Jewelle Gomez.
- Black No More (en) (extrait du roman) de George S. Schuyler.
- Future Christmas (extrait de roman) de Ishmael Reed.
- Can You Wear My Eyes de Kalamu ya Salaam (en).
- The Astral Visitor Delta Blues de Robert Fleming (en).
- Ganger (Ball Lightning) de Nalo Hopkinson.
- The Comet de WEB Du Bois.
- Twice, at Once, Separated de Linda Addison (en).
- Sister Lilith de Honorée Fanonne Jeffers (en).
- Separation anxiety de Evie Shockley.
- Tasting Songs de Leone Ross (en).
- Greedy Choke Puppy de Nalo Hopkinson.
- Rhythm Travel de Amiri Baraka.
- Buddy Bolden de Kalamu ya Salaam (en).
- The Becoming de Akua Lezli Hope (en).
- The Goophered Grapevine de Charles W. Chesnutt.
- At the Huts of Ajala de Nisi Shawl.
- Ark of Bones de Henri Dumas.
- Butta's Backyard Barbecue de Tony Medina.
- At Life's Limits de Kiini Ibura Salaam.
- The African Origins of UFOs (extrait du roman) de Anthony Joseph.
- The Space Traders (en) de Derrick Bell (en).
- The Pretended de Darryl A. Smith.
- Hussy Strutt de Ama Patterson.

### Essais
- Racism and Science Fiction de Samuel R. Delany.
- Why Blacks Should Read (and Write) Science Fiction de Charles R. Saunders.
- Black to the Future de Walter Mosley.
- Yet Do I Wonder de DJ Spooky.
- The Monophobic Response de Octavia E. Butler.

### Prix
L'anthologie a remporté le prix World Fantasy de la meilleure anthologie 2001.
- 2000 New York Times Livre remarquable de l'année
- Meilleurs livres de SF et de fantasy de 2000 : Choix des éditeurs, mention honorable

## Contenu deDark Matter: Reading the Bones

### Nouvelles
- Ibo landing de Ihsan Bracy.
- The Quality of Sand de Cherene Sherrard.
- Yahimba's Choice de Charles R. Saunders.
- The Glass Bottle Trick de Nalo Hopkinson.
- Desire de Kiini Ibura Salaam.
- Recovery from a Fall de David Findlay.
- Anansi Meets Peter Parker at the Taco Bell on Lexington de Douglas Kearney.
- The Magical Negro de Nnedi Okorafor-Mbachu.
- Jesus Christ in Texas de W. E. B. Du Bois.
- Will the Circle Be Unbroken? de Henry Dumas.
- Cause Harlem Needs Heroes de Kevin Brockenbrough.
- Whipping Boy de Pam Noles.
- Old Flesh Song de Ibi Aanu Zoboi.
- Whispers in the Dark de Walter Mosley.
- Aftermoon de Tananarive Due.
- Voodoo Vincent and the Astrostoriograms de Tyehimba Jess.
- The Binary de John S. Cooley.
- BLACKout de Jill Robinson.
- Sweet Dreams de Charles Johnson.
- Buying Primo Time de Wanda Coleman.
- Corona de Samuel R. Delany.
- Maggies de Nisi Shawl.
- Mindscape (extrait du roman) de Andrea Hairston.
- Trance de Kalamu ya Salaam (en).

### Essais
- The Second Law of Thermodynamics de Jewelle Gomez.
- Her Pen Could Fly: Remembering Virginia Hamilton de Nnedi Okorafor-Mbachu.
- Celebrating the Alien: The Politics of Race and Species in the Juveniles of Andre Norton de Carol Cooper.

### Prix et distinctions
L'anthologie a remporté le prix World Fantasy de la meilleure anthologie 2005.

#### Revues critiques deDark Matter: A Century of Speculative Fiction from the African Diaspora
- (en) Gerald Jonas, « Science Fiction » , sur archive.nytimes.com, 2000 (consulté le 15 avril 2023).
- (en-US) Martin Arnold, « MAKING BOOKS; Science Fiction, A Black Natural », The New York Times,‎ 15 juin 2000 (ISSN 0362-4331, lire en ligne, consulté le 23 avril 2023).
- (en) Steven Silver, « Sheree R. Thomas:  Dark Matter », sur www.stevenhsilver.com (consulté le 23 avril 2023).
- (en) Colleen R. Cahill, « Dark Matter: A Century of Speculative Fiction from the African Diaspora, edited by Sheree R. Thomas (Warner Books, 2000), A review by Colleen R. Cahill », sur www.wsfa.org, novembre 2001 (consulté le 23 avril 2023)
- (en) Isiah Lavender III, « A Century of Black SF » , sur web.archive.org, mars 2001 (consulté le 23 avril 2023).
- (en) Greg L. Johnson, « Dark Matter. A review by Greg L. Johnson », sur www.sfsite.com, 2000 (consulté le 23 avril 2023).
- (en) Tasha Robinson, « Dark Matter: A Century Of Speculative Fiction From The African Diaspora », sur Internet archive, 29 mars 2002 (consulté le 22 avril 2023)

#### Revues critiques deDark Matter: Reading the Bones
- (en) Steven H Silver, « The SF Site Featured Review: Dark Matter: Reading the Bones », sur www.sfsite.com (consulté le 15 avril 2023).
- (en) Martina Bexte, « BookLoons Reviews - Reading the Bones by Sheree R. Thomas », sur www.bookloons.com (consulté le 15 avril 2023).
- (en-US) Belinda Acosta et Fri., « Summer Reading », sur www.austinchronicle.com (consulté le 15 avril 2023).